# Campoplex cingulatus
Campoplex cingulatus är en stekelart som först beskrevs av Carl Gustav Alexander Brischke 1880.  Campoplex cingulatus ingår i släktet Campoplex och familjen brokparasitsteklar. Inga underarter finns listade.